# Miguel Batista
Pour les articles homonymes, voir Batista.
Miguel Jerez Batista Decartes (né le 19 février 1971 à Saint-Domingue en République dominicaine) est un lanceur droitier qui joue dans les Ligues majeures de baseball de 1992 à 2012.
Lanceur partant à l'origine et plus tard releveur, Miguel Batista remporte la Série mondiale 2001 avec les Diamondbacks de l'Arizona. 

## Carrière

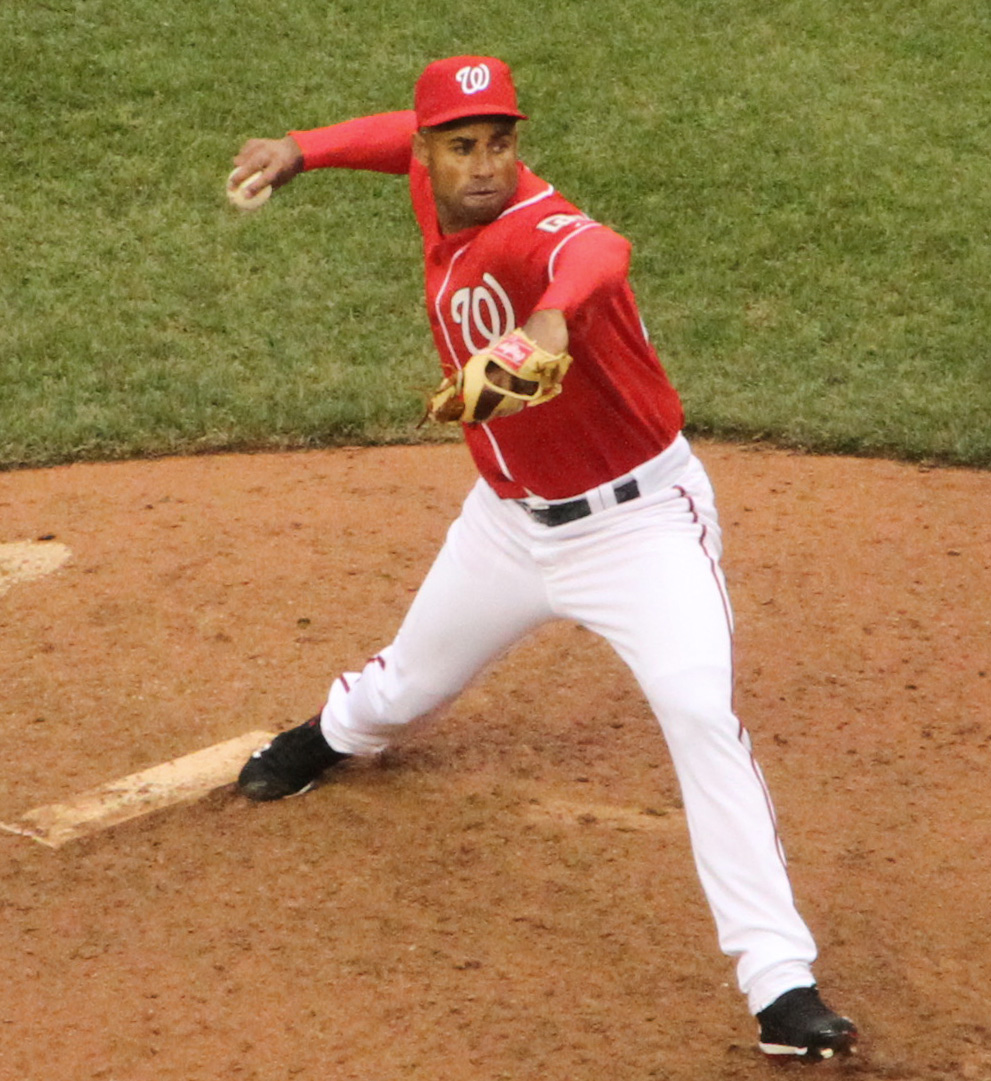
Batista avec les Nationals de Washington.

Mark Lowe est recruté le 29 février 1988 par les Expos de Montréal. 
Il débute en Ligue majeure le 11 avril 1992 sous les couleurs des Pirates avant de retourner chez les Expos le 23 avril 1992. Il se contente encore d'évoluer en ligues mineures au sein de l'organisation des Expos avant d'être libéré de son contrat après la saison 1994. Il signe chez les Marlins de la Floride le 9 décembre 1994, et après une nouvelle saison complète en Triple-A, il retrouve les terrains de Ligue majeure en 1996.
Miguel Batista porte ensuite successivement les couleurs des Cubs de Chicago (1997), des Expos de Montréal (1998-2000), des Royals de Kansas City (2000), des Diamondbacks de l'Arizona (2001-2003), des Blue Jays de Toronto (2004-2005) et des Arizona Diamondbacks (2006). Avec les Diamondbacks, il remporte la Série mondiale 2001.
Il rejoint les Mariners de Seattle le 14 décembre 2006 et y passe trois saisons. À sa première année, il est utilisé comme partant et amorce 32 rencontres. Il remporte 16 victoires, un sommet en carrière, et encaisse 11 défaites.
Sélectionné en équipe de République dominicaine, il participe à la Classique mondiale de baseball 2009.
Après une saison comme releveur chez les Nationals de Washington en 2010, Batista signe le 14 janvier 2011 un contrat des ligues mineures avec les Cardinals de Saint-Louis. Les Cardinals le libèrent de son contrat le 22 juin 2011. Signé par les Mets de New York, il ne joue pas avec l'équipe, ne jouant que dans le Triple-A pour le reste de la saison 2011. Les Mets lui offrent un autre contrat des ligues mineures le 10 janvier 2012.
Libéré par les Mets le 26 juillet 2012, il est mis sous contrat le lendemain par les Braves d'Atlanta mais n'apparaît que dans cinq de leurs matchs.
Le 5 février 2013, il rejoint les Rockies du Colorado. Libéré à la fin du camp d'entraînement, il est mis sous contrat par les Blue Jays de Toronto le 9 avril suivant. Il ne réussit toutefois pas à revenir dans les majeures.
En 18 saisons, Miguel Batista a joué 658 matchs dans le baseball majeur, dont 248 comme lanceur partant et 410 comme lanceur de relève. En 1 956 manches et un tiers lancées au total, sa moyenne de points mérités se chiffre à 4,48. Il a remporté 102 victoires contre 115 défaites, lancé 11 matchs complets dont 5 blanchissages comme partant, réalisé 41 sauvetages et compilé 1 250 retraits sur des prises.